# John P. Marquand
John Phillips Marquand (Wilmington, Delaware, 1893 — Newbury, Massachusetts, 1960) va ser un novel·lista estatunidenc. Va escriure en diversos setmanaris i es va donar a conèixer amb la publicació de les històries de detectius Mr. Moto. Va guanyar un Premi Pulitzer l'any 1938 per la publicació de l'obra The Late George Apley. Les seves novel·les descriuen en la classe alta nord-americana, governada per una sèrie de normes no escrites, a la que tracta amb una mescla de respecte i sàtira.

## Obres
- The Late George Apley (1937)
- Wickford Point (1939)
- B F's Daughter (1946)
- Point of No Return (1949)